# Жуче
Жуче (на сръбски: Жуче) е село в Сърбия, разположено в община Тутин, Рашки окръг. Намира се на 1031 метра надморска височина. Населението му според преброяването през 2011 г. е 122 души. При преброяването на населението през 2002 г. има 151 жители, от тях 151 (100,00 %) бошняци.

## Население
Численост на населението според преброяванията през годините:
- 1948 – 112 души
- 1953 – 129 души
- 1961 – 125 души
- 1971 – 165 души
- 1981 – 180 души
- 1991 – 187 души
- 2002 – 151 души
- 2011 – 122 души